# Heraclio (hijo de Constante II)
Heraclio (en griego: Ἡράκλειος, romanizado: Hērákleios) fue coemperador bizantino desde 659 hasta 681. Fue el centro de una revuelta militar y finalmente fue destronado por su hermano, el emperador Constantino IV.

## Vida
Heraclio fue uno de los hijos de Constante II. Su madre era Fausta, hija del patricio Valentino. Aunque su hermano mayor Constantino IV había sido elevado al rango de coemperador en 654, en 659, antes de su partida a Italia, Constante II también elevó a Heraclio al rango de coemperador, junto con su hermano Tiberio. En 663, Constante intentó que sus hijos se unieran a él en Sicilia, pero esto provocó un levantamiento popular en Constantinopla y los hermanos permanecieron en la capital imperial.
Con la muerte de Constante II en 668, Constantino IV se convirtió en el emperador principal. Trató de degradar a sus hermanos de la posición imperial, pero esto provocó una revuelta militar en el Thema Anatólico. El ejército marchó a Crisópolis y envió una delegación a través del estrecho del Helesponto a Constantinopla, exigiendo que los dos hermanos permanecieran coemperadores junto a Constantino IV. Ellos basaron su demanda en la creencia de que, dado que el Cielo estaba gobernado por la Trinidad, de la misma manera el imperio debería ser gobernado por tres Emperadores. Enfrentado a esta situación, Constantino IV mantuvo una estrecha vigilancia sobre sus hermanos y envió a un oficial de confianza, Teodoro, el capitán de Koloneia, dándole la delicada tarea de alabar a los soldados por su devoción y estar de acuerdo con su razonamiento, con el objetivo de: persuadirlos para que regresen a sus cuarteles en Anatolia. También invitó a los líderes de la rebelión a venir a Constantinopla y consultar con el Senado para que puedan comenzar el proceso de confirmación de los deseos del ejército. Contento con este resultado aparentemente positivo, el ejército se retiró al interior de Anatolia, mientras los instigadores del movimiento entraron en la ciudad. Con la amenaza militar ahora desaparecida, Constantino IV se movilizó contra los líderes de la revuelta, los capturó y los colgó en Sycae.
A lo largo de todos estos acontecimientos, Heraclio fue mantenido bajo estrecha vigilancia, y fue solo el hecho de que parecía que él no tenía conocimiento de la trama, ni expresó ningún deseo de gobernar en conjunto con Constantino, que le salvó la vida, y que le fue permitido retener su título y estado imperiales. Sin embargo, el hecho de que fuera el centro de un plan para restringir el poder de Constantino significaba que tanto él como su hermano eran ahora sospechosos a los ojos del emperador. Además, el emperador deseaba criar a su propio hijo, el futuro Justiniano II. En algún momento entre el 16 de septiembre y el 21 de diciembre de 681, Constantino ordenó la mutilación de sus hermanos cortándole la nariz y ordenó que sus imágenes ya no aparezcan en ninguna moneda y que sus nombres sean eliminados de toda la documentación oficial.
Después de 681, Heraclio y su hermano Tiberio desaparecen del registro histórico.